# Dendroseptoria arrhenantheri
Dendroseptoria arrhenantheri är en svampart som beskrevs av Alcalde 1948. Dendroseptoria arrhenantheri ingår i släktet Dendroseptoria, divisionen sporsäcksvampar och riket svampar.   Inga underarter finns listade i Catalogue of Life.